# Бондо (Демократична Республіка Конго)
Бондо (фр. Bondo) — місто в провінції Нижнє Уеле Демократичної Республіки Конго.
Місто розташоване на північному березі річки Уеле. У 2010 році населення міста за оцінками становило 18 118 осіб .
Бондо з'єднується з містом Акеті непрацюючою гілкою залізничної лінії Вікіконго, побудованої бельгійцями в 1920-х роках. У місті також є аеродром. Наземним транспортом до міста дістатися важко, так як дороги після дощів стають непрохідними, а навігація по Уеле обмежена через водоспади.
На сході міста розташований ліс Білі, у якому мешкають відкриті в кінці XX століття великі шимпанзе Білі.